# In Trance
In Trance е третият студиен албум на германската рок група „Скорпиънс“, издаден на 17 септември 1975 г. от „Ар Си Ей Рекърдс“. Това е първият албум, записан с белгийския барабанист Руди Ленърс, който се присъединява към групата в средата на турнето Fly to the Rainbow Tour (1974 – 1975). In Trance е записан в „Диркс Студиос“ в Кьолн и е първата творба на групата с продуцента Дитер Диркс, чиито препоръки, като съкращаване на продължителността на песните и изоставяне на влиянията на психеделичния рок, помагат за популяризирането на „Скорпиънс“ на международните пазари.
Със звук, свързан повече с хардрока и хевиметъла, албумът се различава от своите предшественици Lonesome Crow (1972) и Fly to the Rainbow (1974) и е крачка напред, в развиетието на групата. In Trance представя за първи път характерното лого на групата, отпечатано върху обложката, която от своя страна, е първата от поредица такива, които предизвикват спорове и ограничения на някои територии. След излизането си в продажба, албумът успява да се превърне в най-продавания албум на „Ар Си Ей Рекърдс“ в Япония за 1975 г. На свой ред, той получава положителни отзиви от специализираната преса, част от която го определя като един от най-добрите им албуми и този, който установява характерната комбинация от метъл и хардрок, които вече определят стила на групата.
In Trance и първият албум на „Скорпиънс“ Lonesome Crow (1972), са единствените техни албуми, които не попадат в нито една международна класация, включително и в Германия. За разлика от някои други техни албуми от 70-те години на 20-и век, като Fly to the Rainbow (1974), Virgin Killer (1976) и Taken by Force (1977), които първоначално също не влизат в нито една класация, но след преиздаването им през следващите години, влизат в националната класация на Япония.

## Описание
След приключване на записите на Fly to the Rainbow, барабанистът Юрген Розентал напуска групата, за да изпълни военната си служба. Доби Фехтер, е нает да заеме позицията му, но остава само за няколко месеца, след като и той напуска, за да прекарва повече време с приятелката си. Неговото напускане по средата на представянето на турнето Fly to the Rainbow Tour (1974 – 1975), ги принуждава да търсят нов член и провеждат няколко прослушвания. Белгиецът Руди Ленърс се явява два пъти, при първият, от които той прави няколко грешки, но въпреки това, „Скорпиънс“ избират него, което го прави първият негермански музикант в историята на групата. Общуването между Руди Ленърс и останалите членове на групата, е само на английски език, защото той не знае немски, а те не говорят френски.
С Руди Ленърс в техните редици, те успяват да завършат турнето. На един от концертите в Есен, Германия, те се запознават с продуцента Дитер Диркс, който харесва как печелят публиката и вижда потенциал да се превърнат в страхотна група. През февруари 1975 г. за да се провери дали „Скорпиънс“ могат да си сътрдуничат с него, те записват промоционален тест сингъл Fuchs Geh'Voran (Fox on the Run), който включва две кавър песни на британците от „Суит“ Fox on the Run и Action, като и двете песни Клаус Майне изпява на немски език. Дотогава Дитер Диркс има успешна кариера с краутрок и прогресив рок изпълнители, но не и с такива, които свирят хардрок. След няколко разговора, групата избира той да продуцира следващия им албум, което също поставя началото на дългогодишни професионални взаимотношения, които продължават до 1988 г.

## Записване
Записите са направени в студио „Диркс“ в Щомелн, село близо до Кьолн, за период от две до три седмици през лятото на 1975 г. Там първо са записани демо записите, които усъвършенстват в домовете си, преди да се върнат в студиото, за да ги запишат отново. Улрих Джон Рот заявява, че всичко е записано за около десет дни, като започват с ритъм секцията, след това с вокалите и накрая с китарите. Басистът Франсис Буххолц коментира, че отношенията с продуцента Дитер Диркс са добри, но тъй като той е работохолик, перфекционист и иска всичко да звучи страхотно, понякога се чувстват, че работят с диктатор. Клаус Майне среща някои проблеми в работата си с Дитер Диркс, като заедно прекарват часове в разглеждане на проблеми с гласа и пеенето му, докато с Руди Ленерс, продуцентът е по спокоен и не общува толкова много, предвид езиковата бариера.
Дитер Диркс предлага съкращаване на продължителността на песните и елиминиране на психеделичните рок влияния от предишните им продукции, за да даде тласък на кариерата им на международните пазари. В допълнение, той групира песните написани в партньорство от Рудолф Шенкер и Клаус Майне на страна „А“ на албума, докато тези на Улрих Джон Рот поставя на страна „Б“, с изключение на началните песни Dark Lady на Улрих Джон Рот на страна „А“, докато Robot Man от Рудолф Шенкер и Клаус Майне е на страна „Б“.

## Композиране
Албумът започва с Dark Lady, която според Улрих Джон Рот, произлиза от „джем сешън“. Смятана от критика Мартин Попоф за песента с най-голямо метъл звучене в албума, въведението ѝ има някои китарни ефекти, които Улрих Рот създава, като експериментира със своя усилвател и педал. По предложение на Дитер Диркс, Dark Lady е изпята в дует, защото началните стихове са по-благоприятни за вокалния стил на Улрих Джон Рот, докато Клаус Майне „издава вой и ръмжене“, които отстъпват място на двойни китари. Улрих Джон Рот отбеляза, че песента няма никакво послание и е просто за наслада от „буги ритъма, с движещи двойни хармонични арпежи.“ Текстът на едноименната песента, която дава заглавието на албума, се отнася за контрола както на физическите, така и на психическите излишъци, в този смисъл Рудолф Шенкер обяснява, че това може да бъде пряко свързано с алкохолизма. За да отрази настроението си, Улрих Джон Рот свири минималистично соло на китара; след като Дитер Диркс чува неговите хармонични части и трели, той го сравнява с работата на Клод Дебюси.
Life is Like a River е „мощна балада“, чиито текстове „увековечават мистичните теми на групата за смъртността, самотата и трансцендентността“ според Мартин Попоф. Това е единствената песен в албума, в която Корина Фортман, съпругата на Дитер Диркс по това време, участва като текстописец. Въпреки че въведението ѝ има някои двойни китари, а припевът – някои силни акорди, Улрих Джон Рот не е доволен от резултата, защото смята, че представя „някои недостатъци в изпълнението“. Докато записват китарите, на сутринта на втория ден, Дитер Диркс му казва, че трябва да остави така песента, защото няма време. Също така това е една от малкото песни, в които Ахим Киршнинг участва като гост музикант с клавишни инструменти. Top of the Bill се откроява с началния си риф, композиран от Рудолф Шенкер, докато гласът на Клаус Майне, се движи между „мощни вокални хармонии“. Между куплетите китарите се „бият с военния ритъм на малкия барабан на Ленърс“, преди Клаус Майне да изкрещи заглавието на песента, докато завършекът ѝ е „луд рейв“. Мартин Попоф твърди в книгата си, че Top of the Bill, заедно с Dark Lady и Speedy's Coming от предишния им албум, показват, че от самото начало „Скорпиънс“ могат да пишат енергични и тежки хардрок песни. Смятана от Мартин Попоф за „епична плачевна песен“, а от критика Едуардо Ривадавия като „величествена“, Living & Dying е песен за самотата, където гласът на Клаус Майне е „ридащ“ в глаголите и „опустошителен“ в думите.
Улрих Джон Рот експериментира отново със своя усилвател в началото на Robot Man, „където групата удря“ със съдействието на Рудолф Шенкер. Въпреки че първоначално иска да я изпее сам, Evening Wind на Рот има „тъмен, епичен блус“ тон, където той подлага „своята сръчност на звука на изпитание“. В същата блус линия, в Sun in My Hand той пее за магията на музиката създадена на китара, напомняща на Джими Хендрикс, заедно с барабаните, които ѝ дават „решителност и единство“ и където китарното соло избухва с почти келтска нотка. Longing for Fire, единствената песен написана от Рудолф Шенкер и Улрих Джон Рот, е композиция от „блус поп (...) оживена от красива бас линия“. За да завършат албума, те включват инструментала Night Lights, който Рот композира за себе си, докато импровизира. Смятана от Мартин Попоф за „вид приспивна песен“, китаристът обяснява, че има известно влияние от Джеф Бек.

## Издаване и представяне
In Trance е издаден на 17 септември 1975 г. от „Ар Си Ей Рекърдс“. Благодарение на предложенията на Дитер Диркс, чиято цел е да популяризира „Скорпиънс“ на международните пазари, In Trance успява да стане най-продаваният албум на „Ар Си Ей Рекърдс“ в Япония, през същата година. По-късно, организацията на „Световни европейски награди“ присъжда златен статус на албума, представляващ 500 000 продадени копия по цял свят. В същия ден, когато албумът е издаден, песента In Trance, е издадена като сингъл, като Life's Like a River допълва списъка с издадени сингли от него.
На 6 септември същата година, в Мюнхен започва In Trance Tour. През 1975 г. групата свири в различни градове в Западна Германия, Франция и Белгия и дебютират в Англия с концерт в „Кавърн Клъб“ в Ливърпул на 31 октомври. След десетки изяви в страната им и Франция между януари и февруари 1976 г., „Скорпиънс“ свирят почти всеки ден след месец март в различни клубове в Англия и Уелс. На някои участия през май и юни, те придружават „Кис“ на първото им турне в Европа, благодарение на което правят своя дебют в Дания, Швеция и Швейцария. След последното участие в Западна Германия от края на юни до септември, турнето приключва в края на същия месец в Гютерсло.

## Обложката
Дизайнерското студио „Ко Дизайн/Дирихс“ създава обложката, на която за първи път е представено характерното лого на „Скорпиънс“, идеята за чийто шрифт е взета от плакат на американския филм „Ролербол“. Основното изображение, направено от фотографа Майкъл фон Гимбут, показва женски модел върху бяла „Фендър Стратокастър“ китара на Улрих Джон Рот, показващ част от дясната си гърда. Това предизвика противоречия на някои пазари, особено в Съединените американски щати, поради което по-късно гърдата е покрита с черни петна. Обложката на In Trance, е първата от поредица обложки на албуми на „Скорпиънс“, които в бъдеще се налага да бъдат променяни или цензурирани, заради противоречиво съдържание. В интервю през 2008 г. за сайта „Ултимейт Гитар“, Улрих Джон Рот коментира: „Да, беше абсолютно ужасно. Искам да кажа, че In Trance все още е маргинален. Идеята дойде от звукозаписната компания, но ние не бяхме против. Разбира се, вината беше наша. Тези обложки бяха може би най-неудобното нещо, в което съм участвал.“

## Оценки и възприемане
In Trance получава положителни отзиви от специализираната преса. Бари Вебър от „Олмюзик“ пише: „С удивителната Dark Lady като начална песен, албумът незабавно грабва вниманието на слушателя и го задържа до края“, подчертавайки също така „интересната In Trance като върхова точка“, до „забързания Robot Man и до „рокерския Top of the Bill“. В края той изразява мнение, че „Отличното пеене и мощната музика правят това най-добрият запис на „Скорпиънс“ с Улрих Джон Рот.“ Едуардо Ривадавия от „Ултимейт Класик Рок“ нарича In Trance един от най-добрите им албуми, който прави скок към характерната комбинация от метъл и хардрок, която определя звука на „Скорпиънс“. През 2015 г. Ривадавия поставя албума на трето място в своя списък с албуми на групата, подредени от най-лошия до най-добрия. В подобна класация Малкълм Доум от „Класик Рок“ го класира на седмо място, отбелязвайки: „Той е поставен директно в света на хардрока от средата на 70-те, с виртуозната китарна пиротехника на Рот като жизненоважен контрапункт на най-комерсиалните наклонности.“
Майкъл Ренсен от „Рок Хард“ отбелязва, че благодарение на този албум „„Скорпиънс“ успяха да станат първата германска хардрок група, достигнала международно конкурентно ниво през 1975 г.“ и хитовете In Trance, Dark Lady или Life's Like a River „ги направиха суперзвезди в Япония почти за една нощ.“ Крис Дик от списание „Децибел“ пише: „с упоритост, талант и продуцент Дитер Диркс, „Скорпиънс“ изработиха албум за историята“, където „отличителните белези на хевиметъла присъстваха в In Trance. Но за разлика от връстниците си в Англия и Америка, германците бяха и безкрайно мелодични.“ Мартин Попоф коментира, че има по-достъпни песни от предшественика си, макар и не съвсем последователни, но все пак е албум „малко див за масова консумация“. Той подчертава „посоката на дълбока мисъл, поставена в почти клаустрофобична и погребална скала“.

## Списък с песните
Страна едно
1. Dark Lady (Улрих Джон Рот) – 3:25
2. In Trance (Рудолф Шенкер, Клаус Майне) – 4:42
3. Life's Like a River (Улрих Джон Рот, Рудолф Шенкер) – 3:50
4. Top of the Bill (Рудолф Шенкер, Клаус Майне) – 3:22
5. Living & Dying (Рудолф Шенкер, Клаус Майне) – 3:18

Страна две
1. Robot Man (Рудолф Шенкер, Клаус Майне) – 2:42
2. Evening Wind (Улрих Джон Рот) – 5:02
3. Sun in My Hand (Улрих Джон Рот) – 4:20
4. Longing for Fire (Рудолф Шенкер, Улрих Джон Рот) – 2:42
5. Night Lights (Улрих Джон Рот) – 3:14

## Състав
| - Клаус Майне – вокали - Рудолф Шенкер – ритъм китара и хор - Улрих Джон Рот – основна китара, хор задни и основни вокали на Dark Lady и Sun in My Hand - Руди Ленърс – барабани - Франсис Буххолц – бас и хор - Ахим Киршинг – клавиши Източник на информацията: Обложката на оригиналното издание на „Ар Си Ей Рекърдс“. | - Дитер Диркс – продукцент - Майкъл фон Гимбут – снимки - „Ко Дизайн/Дирихс“ – дизайн на обложката |

## Сертификати
| Сертифициращ орган          | Сертификат | Сертифицирани продажби | Източник |
| --------------------------- | ---------- | ---------------------- | -------- |
| Световни европейски награди | Златен     | 500 000                | [ 22 ]   |

## Цитати
1. ↑  Popoff 2016, с. 19.
2. ↑  Dieser Rhöner tauschte eine Karriere bei den Scorpions gegen die Liebe //   infranken.de, 2018-08-02. Посетен на 2023-01-12. (на немски)
3. ↑  Popoff 2016, с. 20.
4. 1 2  Gegers. Dieter Dierks – Interview exclusive ! //   crazyscorps.com, 2015-03-30.  Архивиран от оригинала на 2016-03-04. Посетен на 2023-01-12. (на френски)
5. ↑  The Hunters //   discogs.com. Посетен на 2024-02-14. (на английски)
6. 1 2 3 4  Popoff 2016, с. 22.
7. ↑  Prato, Greg. Dieter Dierks Biography by Greg Prato //  Dieter Dierks.   allmusic.com. Посетен на 2023-01-12. (на английски)
8. ↑  Popoff 2016, с. 22 и 22.
9. 1 2 3  Popoff 2016, с. 24.
10. ↑  Popoff 2016, с. 21 и 22.
11. 1 2  Scorpions (2000). In Trance/Virgin Killer: The Back to Back Collection (Folleto de notas). Axel Killer Records. p. 3. 3056462.
12. 1 2  Ling, Dave. In Trance by the Scorpions: the story behind the song //  Classic Rock.   loudersound.com, 2020-12-15. Посетен на 2023-01-12. (на английски)
13. ↑  Popoff 2016, с. 22 и 23.
14. ↑  Dark Lady by Scorpions //  Scorpions.   songfacts.com. Посетен на 2023-01-12. (на английски)
15. 1 2 3  Popoff 2016, с. 23.
16. ↑  Popoff 2016, с. 21.
17. 1 2 3 4 5 6  Popoff 2016, с. 25.
18. 1 2 3  Rivadavia, Eduardo. How ‘In Trance’ Became the Scorpions’ First Classic LP //   ultimateclassicrock.com, 2015-09-17. Посетен на 2023-01-12. (на английски)
19. 1 2 3  Popoff 2016, с. 26.
20. 1 2  ALBUM DETAILS In Trance //  Discography.   the-scorpions.com. Посетен на 2020-02-19. (на английски)
21. ↑  1974 //  History.   the-scorpions.com. Посетен на 2020-02-19. (на английски)
22. 1 2  Scorpions/In Trance - WWA gold record award //   World Wide Europe Awards.  Архивиран от оригинала на 2013-11-13. Посетен на 2023-01-12. (на английски)
23. ↑  Scorpions Singles & EPs //  Scorpions.   discogs.com. Посетен на 2023-01-12. (на английски)
24. 1 2  In Trance Tour //  Live.   the-scorpions. Посетен на 2023-01-12. (на английски)
25. ↑  Popoff 2016, с. 27.
26. ↑  Popoff 2016, с. 31.
27. 1 2  Scorpions – In Trance //  Scorpions.   discogs.com. Посетен на 2023-01-13. (на английски)
28. ↑  Rudolf Schenker (SCORPIONS): "Нека празнуваме 50 години рокендрокл!" //  Публикации.   werock.bg, 2016-07-10. Посетен на 2023-01-13. (на български)
29. ↑  Plakas, Argie. Uli Jon Roth: 'Bridging Classical And Rock To Form Musical Bliss' //  interviews.   ultimate-guitar.com, 2008-02-26.  Архивиран от оригинала на 2009-06-02. Посетен на 2020-02-19. (на английски)
30. 1 2  Weber, Barry. AllMusic Review by Barry Weber //  Album Overview.   allmusic.com. Посетен на 2020-02-19. (на английски)
31. ↑  Larkin 2006, с. 1976.
32. 1 2  Rensen, Michael. SCORPIONS In Trance //  Reviews.   rockhard.de. Посетен на 2023-01-13. (на немски)
33. ↑  Rivadavia, Eduardo. Scorpions Albums Ranked Worst to Best //   ultimateclassicrock.com, 2015-09-18. Посетен на 2023-01-17. (на английски)
34. ↑  Dome, Malcolm. Every Scorpions album ranked from worst to best //  Classic Rock.   loudersound.com, 2022-05-11. Посетен на 2023-01-17. (на английски)
35. ↑  Dick, Chris. Scorpions – “In Trance” //   decibelmagazine.com, 2014-03-29. Посетен на 2023-01-17. (на английски)